# カメコ
カメコ（英語：Cameco Corp＝Canadian Mining and Energy Corporation"、TSX：CCO、NYSE：CCJ）はカナダ・サスカチュワン州サスカトゥーンに本社を置く、世界最大手のウラン鉱山会社のひとつ。
1988年にカナダ国営企業のエルドラド鉱業精製会社（Eldorado Mining and Refining Limited）と、サスカトゥーンに本社があったサスカチュワン鉱業開発会社（Saskatchewan Mining Development）の2つの鉱業会社が合併して誕生した。
主に本社のあるカナダのサスカチュワン州、アメリカ合衆国のネブラスカ州、ワイオミング州、カザフスタンでウランを採掘している。ウラン精製工場をカナダ・オンタリオ州に2箇所持つ。
2022年には世界のウラン供給の12%を占め、カザトムプロムに次いで第2位のウラン生産業者となった。